# Zhu Xi
Zhu Xi (en chino, 朱熹; 18 de octubre de 1130-23 de abril de 1200), también conocido por su nombre de cortesía Yuanhui (o Zhonghui), y autonombrado como Hui'an, fue un calígrafo, historiador, filósofo, político y escritor chino de la dinastía Song. Es reconocido como un erudito confuciano y uno de los más importantes neoconfucianos de China. Sus contribuciones a la filosofía china, incluida la edición y los comentarios de los Cuatro Libros, que más tarde formaron el plan de estudios del examen de servicio civil en la China imperial de 1313 a 1905; y su énfasis en el proceso de «investigación de las cosas» (géwù 格物), así como su meditación como método para el autocultivo, dieron forma fundamentalmente a la cosmovisión de los chinos para la posteridad.
Fue un erudito con un amplio conocimiento en los clásicos, comentarios, historias y otros escritos de sus predecesores. Durante su vida pudo servir varias veces como funcionario del gobierno, aunque evitó un cargo público durante la mayor parte de su vida adulta. También escribió, compiló y editó casi un centenar de libros y mantuvo correspondencia con docenas de otros eruditos. Actuó como maestro para grupos de estudiantes, muchos de los cuales optaron por estudiar con él durante años. Se basó en las enseñanzas de los hermanos Cheng, Cheng Yi y Cheng Hao; comentó las obras de Zhang Zai y Zhou Dunyi, entre otros; y desarrolló aún más las teorías metafísicas en lo que respecta al principio racional (lǐ 理) y la fuerza vital (qì 氣). Sus seguidores grabaron miles de sus conversaciones por escrito.

## Biografía

Estatua de Zhu Xi en la Academia de la Cueva del Ciervo Blanco en el monte Lu.

Zhu Xi, cuya familia tiene sus orígenes en el condado de Wuyuan, Huizhou (en la actual provincia de Jiangxi), nació en Fujian, donde su padre trabajaba como alguacil de la subprefectura. Después de que su padre fuera obligado a dejar el cargo debido a su oposición a la política de apaciguamiento del gobierno hacia los yurchen en 1140, Zhu Xi recibió instrucciones de su padre en casa. Numerosas anécdotas dan fe de que fue un niño muy adelantado para su edad. Se registró que a los cinco años se aventuró a preguntar qué había más allá del cielo, y a los ocho comprendió el significado del Clásico de la piedad filial (Xiaojing). Cuando era joven, se inspiró en la propuesta de Mencio de que todas las personas podían convertirse en sabios. Tras la muerte de su padre en 1143, estudió con los amigos de su padre Hu Xian, Liu Zihui y Liu Mianzhi. En 1148, a la edad de 19 años, Zhu Xi aprobó el examen imperial y se convirtió en un doctor (jinshi 進士), uno de los títulos superiores.
El primer puesto de despacho oficial de Zhu Xi fue el de registrador de la subprefectura de Tong'an (同安縣主簿), que ocupó entre 1153 y 1156. Desde 1153 comenzó a estudiar con Li Tong, quien siguió la tradición neoconfuciana de Cheng Hao y Cheng Yi, y se convirtió formalmente en su alumno en 1160. Estos años fueron de productivos en pensamiento y erudición, poniendo de ejemplo el debate filosófico que mantuvo con Lu Jiuyuan en 1175, donde esté último defendía el valor de la interioridad y la búsqueda solitaria de respuestas, mientras que Zhu Xi se enfocó en el valor de la investigación y el estudio como pilares del crecimiento humano, formando las líneas de pensamiento de las dos principales escuelas neoconfucianas.
En 1179, después de no servir en una capacidad oficial desde 1156, Zhu Xi fue nombrado prefecto del distrito militar de Nankang (南康軍), donde revivió la Academia de la Cueva del Ciervo Blanco, aunque fue degradado tres años después por atacar la incompetencia y corrupción de algunos funcionarios influyentes. Seguido por esto, varias veces fue designado a una tarea y, posteriormente, degradado de sus funciones. Al ser destituido de su último nombramiento, fue acusado de numerosos delitos y se solicitó su ejecución. Gran parte de esta oposición estaba encabezada por Han Tuozhou, el primer ministro, que era un rival político de Zhu. A pesar de que sus enseñanzas habían sido severamente atacadas por figuras del gobierno, casi mil personas asistieron a su funeral. Después de la muerte de Han Tuozhou, el sucesor de Zhu, Zhen Dexiu, junto con Wei Liaoweng, hicieron de la rama del neoconfucianismo de Zhu la filosofía dominante en la corte de la dinastía Song.
En 1208, ocho años después de su muerte, el emperador Ningzong de Song rehabilitó a Zhu Xi y lo honró con el nombre póstumo de Wen Gong (文公), que significa «venerable caballero de la cultura». Alrededor de 1228, el emperador Lizong de Song lo honró con el título póstumo nobiliario de duque de Hui (徽國公). En 1241, se colocó una tablilla conmemorativa de Zhu Xi en el templo de Confucio de Qufu, elevándolo así a la santidad confuciana. Hoy, Zhu Xi es venerado como uno de los Doce Filósofos (十二哲) del confucianismo. Los sinólogos modernos y los chinos a menudo se refieren a él como Zhu Wen Gong (朱文公) en lugar de su nombre conocido popularmente.

## Enseñanzas

### Los Cuatro Libros

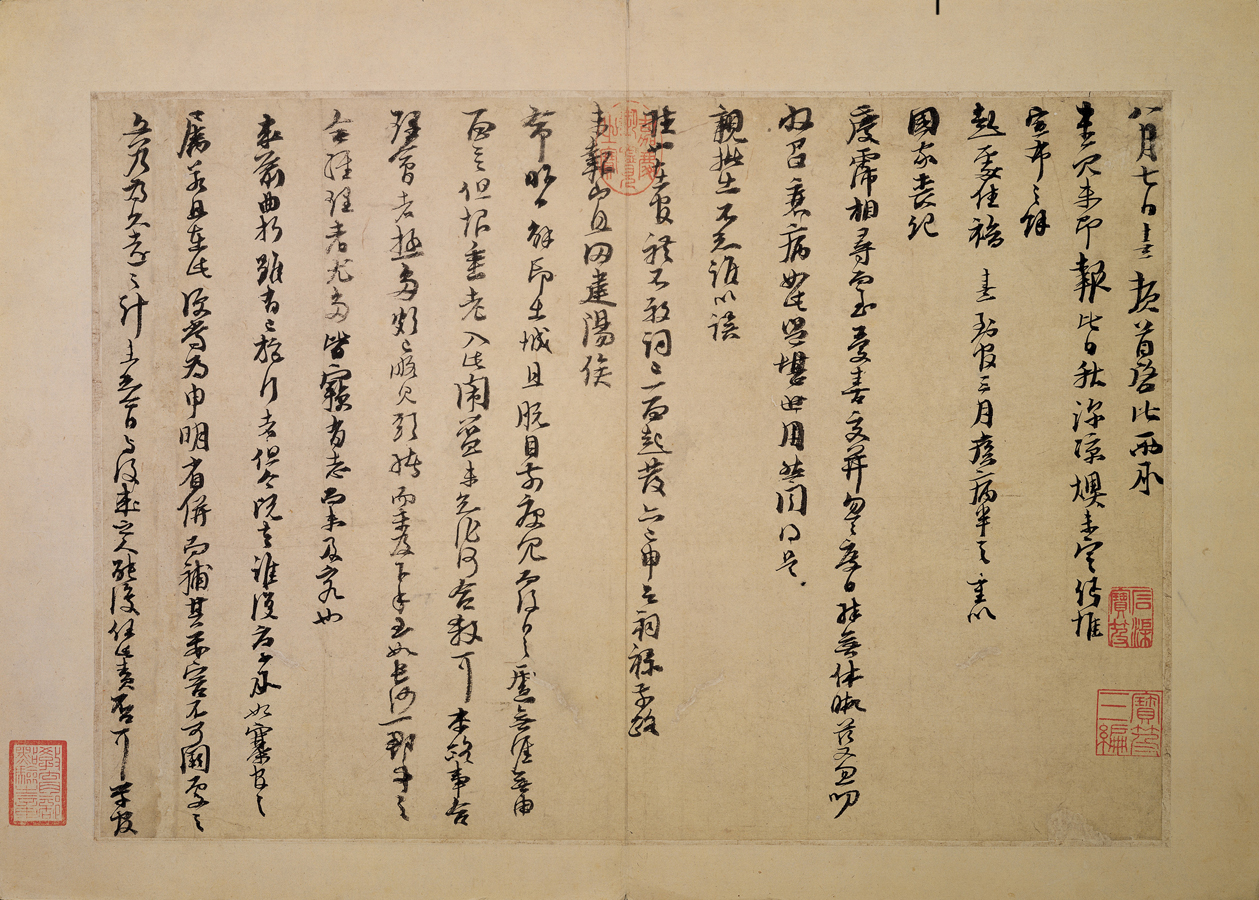
Una carta de Zhu Xi de 1194 instruyendo a un funcionario subordinado sobre asuntos del gobierno local después de que renunció como Administrador de Tanzhou para ser reelegido en el puesto de maestro en la corte imperial.

Durante la dinastía Song, las enseñanzas de Zhu Xi se consideraron poco ortodoxas. En lugar de centrarse en el I Ching como otros neoconfucianos, eligió enfatizar en los Cuatro Libros: el Gran Saber, la Doctrina de la medianía, las Analectas de Confucio y Mencio, como el plan de estudios básico para los aspirantes a funcionarios académicos. Para todos estos clásicos escribió extensos comentarios que no fueron ampliamente reconocidos en su época; sin embargo, más tarde se aceptaron como comentarios estándar. Los Cuatro Libros sirvieron como base de los exámenes de la administración pública hasta 1905, y la educación en los clásicos a menudo comenzaba con los comentarios de Zhu Xi como piedra angular para comprenderlos.
Las fuentes del nuevo enfoque de Zhu Xi sobre el plan de estudios confuciano se han encontrado en varias obras de los hermanos Cheng. Zhu Xi «codificó las enseñanzas de los hermanos Cheng y las reformuló en su propio programa filosófico», pasando «de la filología a la filosofía».

### Qì,liyTaiji
Zhu Xi sostuvo que todas las cosas nacen de la unión de dos aspectos universales de la realidad: el qì (气 Wade-Giles: ch‘i), a veces traducido como fuerza vital (o física, material); y el li (理), a veces traducido como principio racional (o ley). La fuente y suma del li es el Taiji (太极 Wade-Giles: T‘ai Chi), es decir, el Fundamento Supremo. La fuente del qì no está tan claramente establecida por Zhu Xi, lo que llevó a algunas autoridades a sostener que era un monista metafísico y a otras a sostener que era un dualista metafísico.
Según la teoría de Zhu Xi, cada objeto físico y cada persona tiene su li y por lo tanto tiene contacto en su núcleo metafísico con el Taiji. Lo que se conoce como el alma, la mente o el espíritu humanos se entiende como el Taiji, o el principio creativo supremo, a medida que se abre camino en una persona.
Qì y li operan juntos en dependencia mutua. Se relacionan mutuamente en todas las criaturas del universo. Estos dos aspectos se manifiestan en la creación de entidades sustanciales. Cuando su actividad aumenta (rápida o expansiva), ese es el modo de energía yang. Cuando su actividad está disminuyendo (lenta o contractiva), ese es el modo de energía yin. Las fases yang y yin interactúan constantemente, cada una ganando y perdiendo dominio sobre la otra. En el proceso de crecimiento y disminución, la alternancia de estas vibraciones fundamentales, evolucionan los llamados cinco elementos (fuego, agua, madera, metal y tierra). Zhu Xi sostiene que el li existió incluso antes del Cielo y la Tierra.
En términos de li y qì, el sistema de Zhu Xi se parece mucho a las ideas budistas de 理 li (principio) y 事 shi (asuntos), aunque Zhu Xi y sus seguidores argumentaron enérgicamente que no estaban copiando las ideas budistas. En cambio, sostuvieron, estaban usando conceptos que ya estaban presentes mucho antes en el I Ching.
Zhu Xi discutió cómo veía que el concepto Fundamento Supremo era compatible con el principio del taoísmo, pero su concepto de Taiji era diferente de la comprensión del Tao en el taoísmo. Donde el Taiji es un principio diferenciador que da como resultado el surgimiento de algo nuevo, el Tao está quieto y en silencio, operando para reducir todas las cosas a la igualdad y la indistinguibilidad. Argumentó que hay una armonía central que no es estática ni vacía, sino dinámica, y que el Fundamento Supremo está en constante actividad creativa.

### Corazón y mente
La claridad de mente y la pureza de corazón son ideales de la filosofía confuciana. En el siguiente poema, «Reflexiones al leer - 1», Zhu Xi ilustra este concepto comparando la mente con un espejo, que se deja cubierto hasta que se necesita, que simplemente refleja el mundo que lo rodea, manteniéndose claro por las corrientes de agua que simbolizan el tao. En chino, la mente a veces se llamaba «el estanque cuadrado», que es la traducción literal del término al que se alude al principio del poema.
Un estanque cuadrado pequeñito, brilla tan lindo como un espejo.

La luz en él riela, el reflejo de la nube flota.

Si le preguntamos cómo es que tan nítidas aguas contiene,

Contestará que su corriente procede de una fuente inagotable.

### Conocimiento y acción
Según la epistemología de Zhu Xi, el conocimiento y la acción eran componentes indivisibles de una actividad verdaderamente inteligente. Aunque distinguió entre la prioridad del conocimiento, ya que la acción inteligente requiere previsión, y la importancia de la acción, ya que produce un efecto discernible, Zhu Xi dijo que: «El conocimiento y la acción siempre se requieren mutuamente. Es como una persona que no puede caminar sin piernas aunque tenga ojos, y que no puede ver sin ojos aunque tenga piernas. Con respecto al orden, el conocimiento es lo primero, y con respecto a la importancia, la acción es más importante.»

### Investigación de las cosas
Zhu Xi abogó por la «investigación de las cosas» (格物致知 gewu zhizhi). Cómo investigar y cuáles son estas «cosas» es fuente de mucho debate. Para Zhu Xi, las cosas son principios morales y la investigación implica prestar atención a todo tanto en los libros como en los asuntos, porque «los principios morales son bastante inagotables».

### Religión
Zhu Xi sí creía en la existencia de espíritus, fantasmas, adivinación y bendiciones.

### Meditación
Zhu Xi practicaba una forma de meditación diaria llamada jingzuo similar, pero no igual, al dhyana budista o chan ding (Wade-Giles: ch'an-ting). Su meditación no requería el cese de todo pensamiento como en algunas formas de budismo; más bien, se caracterizaba por una introspección tranquila que ayudaba a equilibrar varios aspectos de la personalidad y permitía enfocar el pensamiento y la concentración.
Su forma de meditación era por naturaleza confuciana en el sentido de que se ocupaba de la moral. Su meditación intentaba razonar y sentirse en armonía con el universo. Creía que este tipo de meditación acercaba a la humanidad y la ponía en armonía.[cita requerida]

### Sobre la enseñanza, el aprendizaje y la creación de una academia

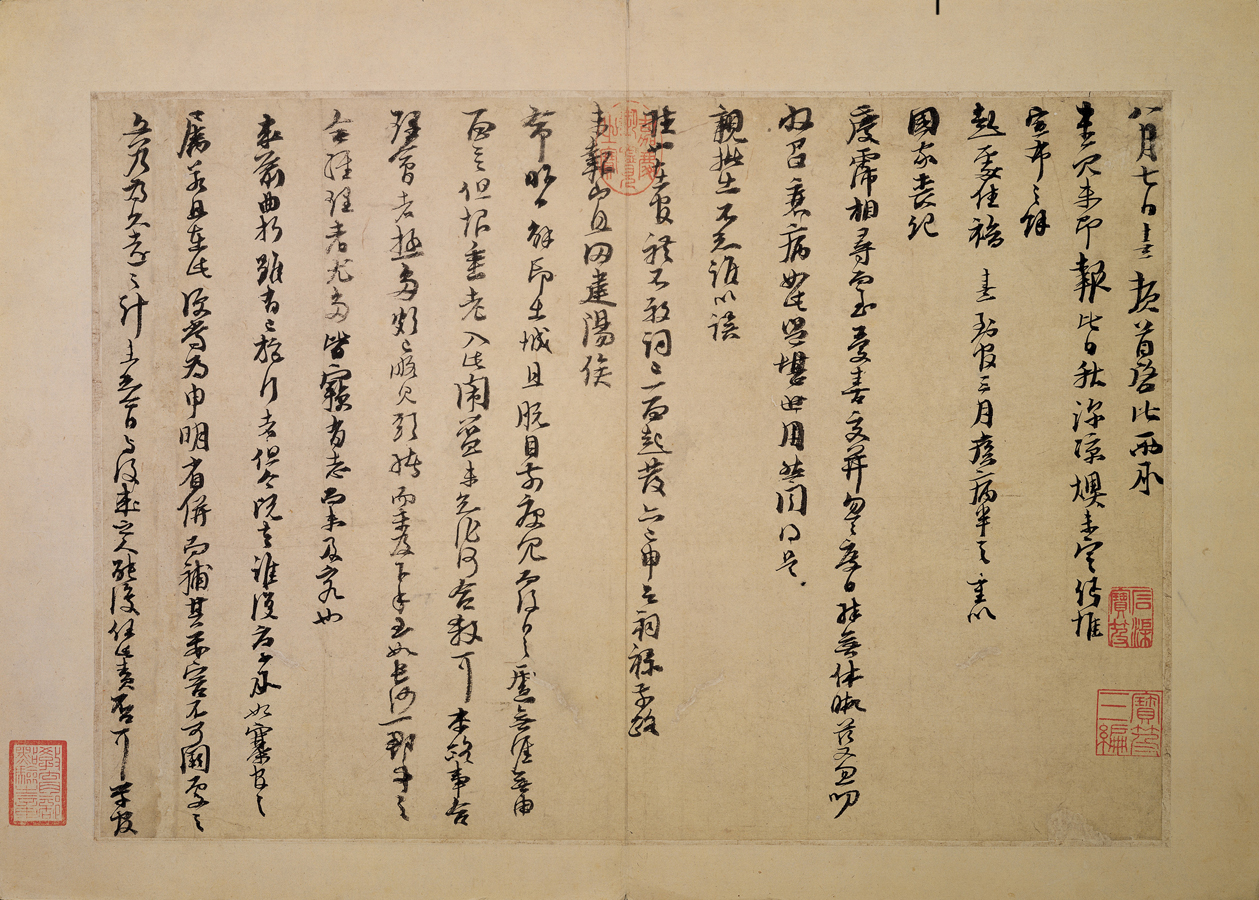
La carta de Zhu Xi (1194) instruyendo a un funcionario subordinado sobre asuntos del gobierno local después de que renunció como Administrador de Tanzhou para ser reelegido para enseñar en la corte imperial.

Zhu Xi centró su energía en la enseñanza, afirmando que el aprendizaje es el único camino hacia la condición de sabio.  Deseaba que todos los hombres pudieran alcanzar la condición de sabio.
Lamentó las técnicas de impresión más modernas y la proliferación de libros que se produjo. Esto, según él, hacía que los estudiantes apreciaran menos los libros y se centraran en ellos, simplemente porque había más libros que leer que antes.  Por ello, trató de redefinir cómo debían aprender y leer los alumnos. De hecho, decepcionado por las escuelas locales de China, creó su propia academia, la Academia de la Gruta del Ciervo Blanco, para instruir a los estudiantes de forma correcta y adecuada. [cita requerida]

## Influencia taoísta y budista en Zhu Xi
Zhu Xi escribió lo que se convertiría en la interpretación confuciana ortodoxa de varios conceptos del taoísmo y el budismo. Si bien parecía haber adoptado algunas ideas de estos sistemas de pensamiento en competencia, a diferencia de los neoconfucianos anteriores, se apegó estrictamente a la doctrina confuciana del cultivo moral activo. Decía que los principios budistas oscurecían y engañaban a la mente original, además de destruir las relaciones humanas.

## Legado

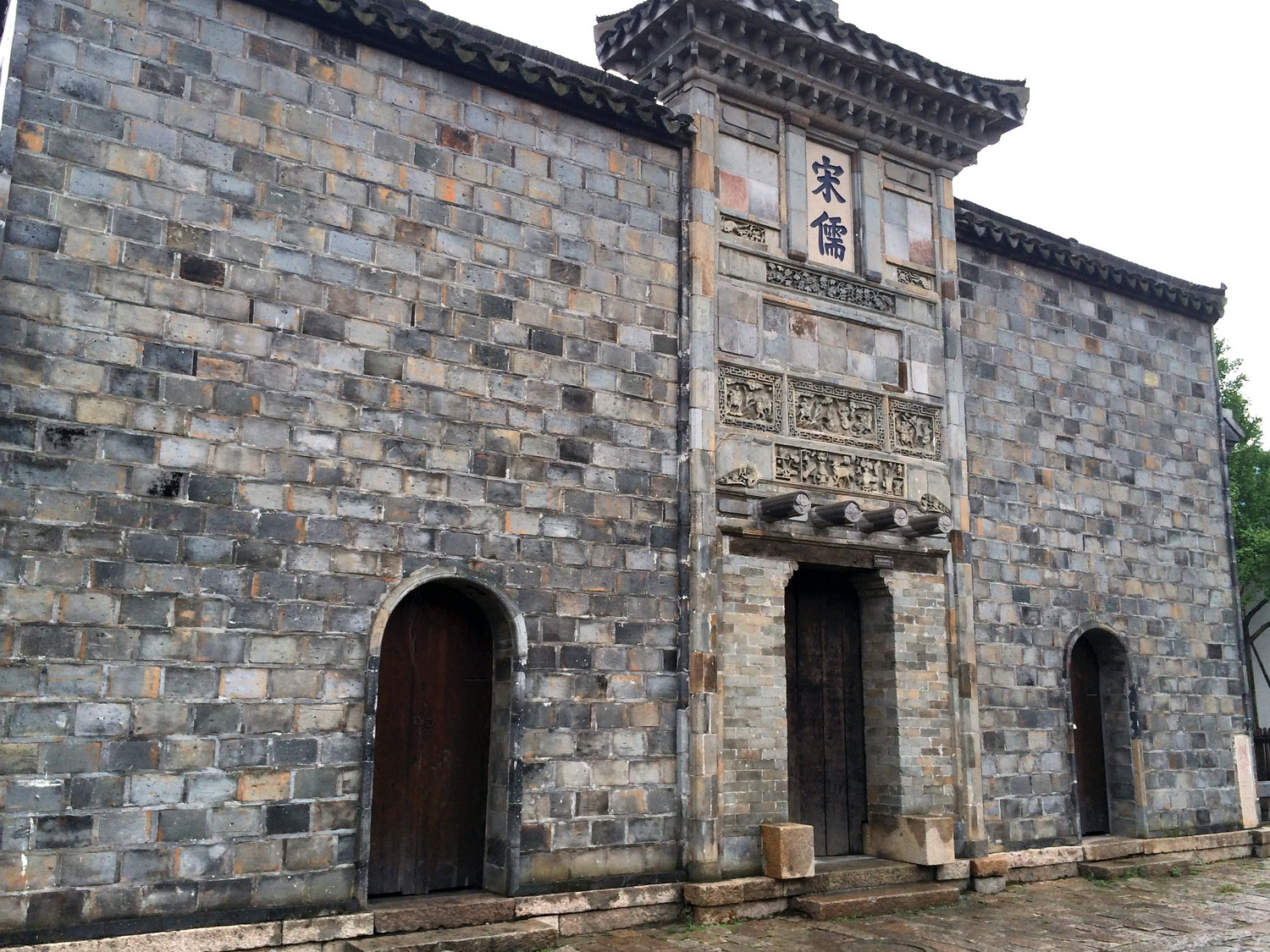
Templo conmemorativo de Zhu Xi en la antigua ciudad de Huishan, Wuxi.

De 1313 a 1905, los comentarios de Zhu Xi sobre los Cuatro Libros formaron la base de los exámenes del servicio civil en China. Sus enseñanzas iban a ser fundamentales en los neoconfucianos como Wang Fuzhi, aunque más tarde surgirían disidentes como Wang Yangming y la Escuela de la Mente dos siglos y medio después.
Su filosofía sobrevivió a la revolución intelectual de 1917, y más tarde Feng Youlan interpretaría su concepción del li, qi y taiji en una nueva teoría metafísica. Su doctrina también fue influyente en Japón, cuya escuela fue conocida como Shushigaku (朱子学, «escuela del maestro Zhu»), desarrollada durante el período Tokugawa, y en Corea, siendo conocida como Jujahak (주자학, «estudios de Zhu Xi»), donde se convirtió en ortodoxia gracias a la contribución de eruditos como Yi Hwang.
La revista Life clasificó a Zhu Xi como la cuadragésima quinta persona más importante del último milenio.
Los descendientes de Zhu Xi, como los de Confucio y otros confucianos notables, tenían el título hereditario de Wujing Boshi (五经博士; 五經博士; Wǔjīng Bóshì), que traducido significa Erudito o Doctor (PhD) de los Cinco Clásicos y disfrutaba del 8.° rango en el sistema mandarín.

## Caligrafía
Zhu Xi siguió desde muy joven a su padre y a varios grandes calígrafos de la época en la práctica de la caligrafía. Al principio aprendió el estilo de Cao Cao, pero más tarde se especializó en la escritura regular de Zhong Yao y en la escritura cursiva corrida de Yan Zhenqing. Aunque sus manuscritos legados al mundo son fragmentarios e incompletos, y la mayoría de sus obras se han perdido. Además, su fama en el ámbito de la filosofía fue tan grande que incluso su brillantez en la caligrafía quedó eclipsada. Era hábil tanto en la escritura corrida como en la cursiva, especialmente en los caracteres grandes, pero las obras existentes consisten principalmente en breves notas escritas en escritura corrida y raramente en caracteres grandes. Sus manuscritos auténticos están recogidos en el Museo de Nankín, el Museo del Palacio de Pekín, el Museo de la Provincia de Liaoning, el Museo del Palacio de Taipéi y el Museo Nacional de Tokio (Japón). Algunas piezas se encuentran en colecciones privadas de China y del extranjero. El rollo de mano de la cabaña de paja, una de las obras maestras de Zhu Xi en escritura cursiva, se encuentra en una colección privada en el extranjero.[cita requerida]

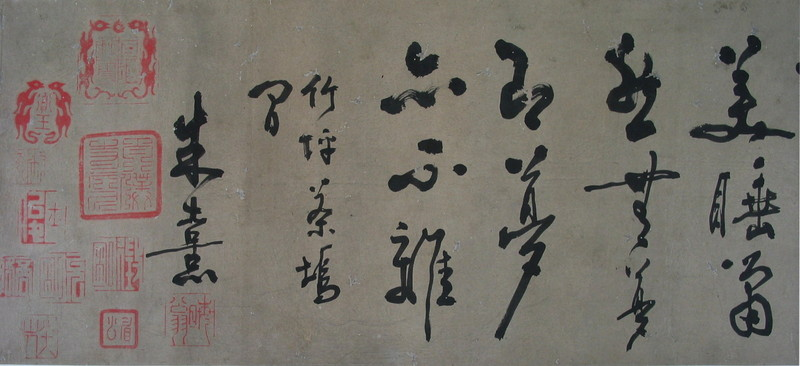
Thatched Hut Hand Scroll

Thatched Hut Hand Scroll está compuesta por tres partes perfectamente definidas y separadas:
1. Título
2. 102 caracteres de Zhu Xi en escritura cursiva corriente
3. Las posturas de Wen Tianxiang (1236～1283) de la dinastía Song, Fang Xiaoru (1375～1402), Zhu Yunming (1460-1526), Tang Yin (1470～1523) y Hai Rui (1514～1587) de la dinastía Ming.

### Estilo de la caligrafía
La caligrafía de Zhu Xi fue aclamada por adquirir el estilo de las dinastías Han y Wei. Era hábil en la punta central, y sus pinceladas son suaves y redondas, firmes pero fluidas en los movimientos, sin ningún rastro de frivolidad y brusquedad. De hecho, su caligrafía posee estabilidad y elegancia en la construcción con un flujo continuo de energía. Sin tratar de ser pretencioso o intencionado, sus caracteres escritos son equilibrados, naturales y poco convencionales. Como era un patriarca de la filosofía del confucianismo, es comprensible que su aprendizaje impregnara todos sus escritos con el debido respeto a las normas tradicionales. Sostenía que, aunque había que respetar las reglas para cada palabra, debía haber espacio para la tolerancia, la multiplicidad y la naturalidad. En otras palabras, la caligrafía debía respetar las reglas y, al mismo tiempo, no estar atada a ellas para expresar la cualidad de la naturalidad. No es de extrañar que su caligrafía haya sido muy apreciada a lo largo de los siglos, por grandes personajes como los siguientes:
Tao Chung Yi (hacia 1329～1412) de la dinastía Ming:

Mientras que el maestro Zhu heredó la enseñanza ortodoxa y la propagó al reino de los sabios y, sin embargo, también dominaba la escritura corrida y cursiva, especialmente en caracteres grandes. Su ejecución del pincel era bien hecha y elegante. Por muy fragmentarios o aislados que fueran sus manuscritos, eran muy buscados y atesorados.

Wang Sai Ching (1526-1590) de la dinastía Ming:

Las pinceladas de su caligrafía eran rápidas sin intentar la formalidad, pero ninguno de sus trazos y puntos no se ajustaba a las reglas de la caligrafía.

Wen Tianxiang de la dinastía Song en su epílogo para el Pergamino de la mano de la cabaña de paja de Zhu Xi:

La gente de antaño decía que en la caligrafía de Yan Zhenqing estaban incrustados los huesos de un sujeto leal. Observando la ejecución de las pinceladas de Zhu Xi, estoy realmente convencido de la veracidad de esta opinión.

Zhu Yunming de la dinastía Ming en su epílogo para el Pergamino de la mano de la cabaña de paja de Zhu Xi:

El maestro Zhu fue leal, culto y un gran erudito a través de los tiempos . Era magnífico en caligrafía, aunque no escribió mucho en vida y, por lo tanto, rara vez se vieron en épocas posteriores. Este rollo había sido recogido por Wong Sze Ma durante mucho tiempo y últimamente apareció en el mundo. Tuve la oportunidad de verlo una vez y aunque lamenté no haber intentado estudiarlo en profundidad hasta ahora, en la sala de estudio de mi amigo, tuve la suerte de volver a verlo. Esto demostró que estoy destinado a ver los manuscritos del maestro Zhu. Por lo tanto, escribí este prefacio por mi intención.

Hai Rui de la dinastía Ming en su epílogo para el Pergamino de la mano de la cabaña de paja de Zhu Xi:

Las escrituras son atractivas, delicadas, elegantes y sobresalientes. Verdaderamente tal pieza de caligrafía es la maravilla de la naturaleza.

### Traducciones
Todas las traducciones son extractos, salvo que se indique lo contrario.
- McClatchie, Thomas (1874). Confucian Cosmogony: A Translation of Section Forty-nine of the Complete Works of the Philosopher Choo-Foo-Tze. Shanghai: American Presbyterian Mission.
- Bruce, J. Percy (1922). The philosophy of human nature. London: Probsthain.
- Wing-tsit Chan (1963), A Source Book in Chinese Philosophy. Princeton, NJ: Princeton University Press.
- Gardner, Daniel (1986). Chu Hsi and Ta-hsueh: Neo-Confucian Reflection on the Confucian Canon. Cambridge: Harvard UP.
- Chan, Wing-tsit (1967). Reflections On Things at Hand. New York: Columbia University Press.
  - Traducción completa de 近思錄.
- Gardner, Daniel K. (1990). Learning to be a sage: selections from the Conversations of Master Chu, arranged topically. Berkeley: U. California Press. ISBN 0520909046. (requiere registro).
- Wittenborn, Allen (1991). Further reflections on things at hand. Lanham: University Press of America. ISBN 0819183725.
  - Traducción completa de Continued Thinking Record. 續近思錄.
- Ebrey, Patricia (1991). Chu Hsi's family rituals. Princeton, N.J.: Princeton University Press. ISBN 0691031495.
  - Traducción completa de 家禮.
- Adler, Joseph A. (2002). Introduction to the study of the classic of change (I-hsüeh ch'i-meng). Provo, Utah: Global Scholarly Publications.
  - Traducción completa de 易學啟蒙.
- Adler, Joseph A. (2014). Reconstructing the Confucian Dao: Zhu Xi's Appropriation of Zhou Dunyi). Albany: SUNY Press.
  - Traducción completa de Zhu Xi's comentarios de Zhou Dunyi's Taijitu shuo 太極圖說 and Tongshu 通書.
- Adler, Joseph A. (2020). The Original Meaning of the Yijing: Commentary on the Scripture of Change. New York: Columbia University Press.
  - Traducción completa de Zhu Xi's Zhouyi benyi 周易本義, with Introduction and annotations.